# Jiangsu Zhengrong Nanzi Paiqiu Julebu
Lo Jiangsu Zhengrong Nanzi Paiqiu Julebu (江苏正荣男子排球俱乐部S, Jiāngsū Zhèngróng Nánzǐ Páiqiú JùlèbùP) è una società pallavolistica cinese con sede a Nanchino, militante nel massimo campionato cinese, la Volleyball League A.

## Storia
Lo Jiangsu Nanzi Paiqiu Dui viene fondato nel 1958 ed è impegnato nei primi anni della sua storia nella pallavolo amatoriale. Nel 1996, con la nascita del campionato cinese, la squadra viene subito ammessa nella massima serie, classificandosi al termine della stagione 1996-97 appena fuori dal podio, in quarta posizione. Nella stagione successiva lo Jiangsu si classifica al secondo posto, perdendo la finale scudetto contro il Sichuan Nanzi Paiqiu Dui.
Dopo un anonimo settimo posto nel campionato 1998-99, la squadra si qualifica per la seconda volta alla finale scudetto nel campionato seguente, perdendo questa volta contro lo Shanghai Nanzi Paiqiu Dui. Nell'annata 2000-01, il Jiangsu si qualifica per la seconda volta consecutiva, la terza in totale, alla finale scudetto, laureandosi per la prima volta campione di Cina, sconfiggendo il Bayi Nanzi Paiqiu Dui. Nell'annata successiva il club si conferma nuovamente campione nazionale, grazie al successo sullo Zhejiang Nanzi Paiqiu Dui.
Dopo tre campionati chiusi a ridosso del podio, nella stagione 2005-06 arriva la quinta finale scudetto della storia del club, persa nuovamente contro lo Shanghai. Dopo altre tre annate chiuse appena fuori dalle prime tre posizioni, nel campionato 2009-10 lo Jiangsu torna ad occupare la terza piazza, per poi tornare in finale scudetto nel campionato successivo, subendo la terza sconfitta per mano dello Shanghai.
Nel 2015 diventa un club professionistico, adottando la denominazione Jiangsu Zhengrong Nanzi Paiqiu Julebu.

## Rosa 2015-2016
| N° | Nome          | Ruolo | Data di nascita  | Nazionalità sportiva |
| -- | ------------- | ----- | ---------------- | -------------------- |
| 1  | Li Chen       | C     | 24 marzo 1992    | Cina                 |
| 2  | Wei Jiacai    | C     | 25 gennaio 1995  | Cina                 |
| 3  | Zhou Hong     | P     | 1º ottobre 1986  | Cina                 |
| 4  | Lu Zhen       | S     | 7 marzo 1988     | Cina                 |
| 5  | Yu Yaocheng   | P     | 19 agosto 1995   | Cina                 |
| 6  | Zhang Chen    | S     | 28 giugno 1985   | Cina                 |
| 7  | Fang Haoyu    | C     | 24 agosto 1989   | Cina                 |
| 8  | Pan Chenyuan  | S/O   | 21 gennaio 1990  | Cina                 |
| 9  | Liu Xiangdong | S/O   | 23 febbraio 1993 | Cina                 |
| 10 | Yang Tianyuan | L     | 28 giugno 1994   | Cina                 |
| 11 | Dai Huaqiang  | L     | 16 gennaio 1994  | Cina                 |
| 12 | Xia Jin       | S     | 10 maggio 1991   | Cina                 |
| 13 | Li Shaojian   | C     | 14 agosto 1990   | Cina                 |
| 14 | Li Yu         | S     | 29 aprile 1994   | Cina                 |
| 15 | Li Zhu        | S     | 19 gennaio 1993  | Cina                 |
| 17 | Meng Xianyi   | P     | 18 febbraio 1988 | Cina                 |
| 18 | Yao Yongjing  | L     | 23 maggio 1987   | Cina                 |
| 19 | Huang Cao     | P     | 6 gennaio 1994   | Cina                 |

## Palmarès
- Campionato cinese: 2

2000-01, 2001-02

## Denominazioni precedenti
- 1958-2015: Jiangsu Nanzi Paiqiu Dui